# 禅寺丸
禅寺丸柿（ぜんじまるがき）とは、神奈川県川崎市麻生区（あさおく）原産の柿の品種である。別名、王禅寺丸柿。不完全甘柿。日本最古(1214年(健保2年))の甘柿の品種と言われている。麻生区王禅寺940所在の真言宗王禅寺にある原木は国の登録記念物に登録されている。

## 特徴
全体的に丸みを帯びており、小ぶり。果肉には木目状の斑点がある。小ぶりの割りに種が大きく、果肉部分が少ない。

## 歴史・概要
鎌倉時代の1214年（建保2年）に、現在の川崎市麻生区にある星宿山蓮華院王禅寺の山中で自生しているものを偶然に発見したとされる。
それまで日本各地の柿木は全て渋柿のものであり、甘柿の存在は知られておらず、日本で最初の甘柿として位置づけられている。
1333年（元弘3年）、同寺は新田義貞の鎌倉攻めの兵火で焼失した。それを受けて、朝廷の命で再建にあたることになった等海上人が、1370年（応安3年）に柿の熟しているのを見つけ、あまりにも美味であったため、持ち帰り、村人に接木をして栽培させるとともに、近隣にも栽培を広めた。
境内には現在も柿の古木が残っており、「禅寺丸之記」を刻んだ石碑と歌人・北原白秋の直筆による歌碑が建てられている。寺の庭に移植された丸柿は、「王禅寺丸柿」と呼ばれて周辺の村々に広まり、その枝を接ぎ木して育てられていった。その後、「王」と「柿」が省略され「禅寺丸」と呼ばれるようになった。
明治時代末から昭和時代初期が最盛期で、1921年（大正10年）には938トンが生産された。
1932年（昭和7年）には柿生地区だけで約9000本が栽培されていた。
名古屋方面まで出荷されたが、新品種の富有などが市場に出回ると、新品種の方が甘みがあり、種も少なく、実が大きいことなどの理由から、昭和40年代の後半ごろから市場から姿を消してしまった。
1990年（平成2年）に「柿生村」誕生100周年を記念して地元柿生地区の町内会などで保存・栽培を目指す意見が出て、1995年（平成7年）に地元の農家など約170軒で「柿生禅寺丸柿保存会」が発足し、保存・栽培に乗り出した。その希少価値から人気が復活した。
この1995年（平成7年）時点では柿生地区では、2,779本で約63トンの実を収穫した。
しかし、「柿生禅寺丸柿保存会」の活動開始後も本数は減少し、2004年（平成16年）の調査では2202本にまで減少している。
その一方で、保存運動の一環として、1997年（平成9年）には山梨県のワイナリーに委託して720ml入り、5000本限定の「禅寺丸柿ワイン」を発売し、瞬く間に完売した。その影響を受けた柿生地区の和洋菓子店で「禅寺丸の柿ワインケーキ」や「柿っ娘」などの「柿生禅寺丸柿」を用いた菓子が発売されるようになった。
2007年（平成19年）には川崎市麻生区内の禅寺丸柿の木7本が文化庁の登録記念物として登録された。
毎年秋には、柿生駅前広場で「禅寺丸柿まつり(柿生中央商店会主催)」が開催されるほか、JAセレサ川崎柿生支店では禅寺丸柿を使用したワインを販売するなど、禅寺丸柿を地域の宝として活用している。また、「かきまるくん」のキャラクターを通じて、長野県の町との都市交流を行っている。
収量が不安定な状況が続いていることから市場を通した流通は2014年（平成26年）時点では行われておらず、地元の農協直売所などで販売されている。

## 沿革
- 1214年（建保2年） - 王禅寺にて偶然に発見される[1]。
- 1370年（応安3年） - 等海上人が、村人に接ぎ木で栽培させるとともに、近隣にも栽培を広めた[1]。
- 1648年（慶安元年） - 江戸に出荷され始めた。美味で豊産のため栽培者が増加し、栽植が広まった。
- 1889年（明治22年） - 町村制度実施により周辺の各村が合併した際、「柿が生まれた村」ということで、村名を柿生村とした（※1939年（昭和14年）に川崎市に編入され柿生村はなくなったが、柿生駅は残っている）。
- 1909年（明治42年）10月 - 森七郎栽培の禅寺丸が明治天皇に献上された。
- 2000年（平成12年）10月 - 禅寺丸柿発祥記念祭を開催し、同寺境内の原木（樹齢約450年、伝承）の前に記念碑を建立した。
- 2007年（平成19年）7月26日 - 国の登録記念物として登録され、保護措置がとられることとなった[2]。